# Бальта, Хосе
Хосе́ Ба́льта (исп. José Balta; 25 апреля 1814, Лима — 26 июля 1872, там же) — перуанский военный и политический деятель. Президент Перу с 2 августа 1868 года по 22 июля 1872. Премьер-министр Перу (2 августа 1868 - 2 августа 1871).

## Биография
С юных лет Хосе Бальта выбрал карьеру военного. В 16 лет он поступил в военный колледж, после окончания которого поступил на службу в армию в звании подпоручика. Продвижение по службе у него складывалось не очень удачно. В то время в Перу многие уже к 30 годам получали звание генерала, но Бальта только в 38-летнем возрасте получил звание полковника. В 1855 году, перед достижением сорокалетнего возраста, Хосе Бальта подал прошение об отставке и удалился от активной военной службы.
В 1865 году он присоединился к восстанию Педро Диаса Кансеко и Мариано Игнасио Прадо против президента Хуана Антонио Песета. В следующем году он присоединился к противникам нового президента Прадо, который позже сослал его в Чили.
Бальта вернулся в страну в 1867 году и возглавил движение против правительства Прадо в Чиклайо, что привело к восстанию в Арекипе, которое возглавил Педро Диас Кансеко. В результате восстаний Мариано Игнасио Прадо был вынужден покинуть свой пост, временным президентом был вновь назначен Педро Диас Кансеко.
В результате проведённых после отставки Прадо выборов победу одержал Хосе Бальта, вступивший в должность 2 августа 1868 года.

## Президентство
В президентство Хосе Бальты внутренние рынки Перу были открыты для иностранного капитала. Страна находилась в тяжёлом экономическом положении. Для исправлении ситуации Бальта назначил министром финансов Николаса де Пьеролу, который попробовал разрешить проблемы, отдав эксклюзивное право на вывоз ценного удобрения гуано (основной статьи дохода Перу в то время) французской компании «Dreyfus». Контракт с «Dreyfus» был подписан 17 августа 1869 года и принят конгрессом 11 ноября 1870.
Деньги, полученные от контракта, планировалось потратить на строительство железных дорог, которое считается главным достижением правительства Хосе Бальты. Если в 1861 году в Перу было всего 90 километров железных дорог, то в 1874 году эта цифра достигла 947 километров. Но правительство не в должной мере способно было оплачивать контракты железнодорожного строительства и было вынуждено просить авансом денежные средства у компании «Dreyfus», что привело к ещё большему государственному долгу. Кроме строительства железных дорог, правительство Бальты отметилось также строительством новых портовых площадей и модернизацией старых. В столице были построены новые улицы и мосты, для чего были снесены крепостные стены города.
В 1871 году в связи с приближающимися новыми выборами по стране прошли слухи о том, что президент Бальта выдвинет в кандидаты своего брата, Хуана Франсиско Бальту. Но по совету Николаса де Пьеролы президент решил поддержать на выборах экс-президента Хосе Руфино Эченике. Однако последний отказался сам, и Бальта направил всю свою поддержку Антонио Аренасу.
Основными соперниками на выборах стали Мануэль Торибио Урета и Мануэль Пардо, главный налоговый инспектор Перу. Президентская кампания последнего была более успешна, и впоследствии он стал первым гражданским президентом в истории Перу. У Хосе Бальта была возможность остаться у власти, воспользовавшись поддержкой влиятельных братьев Гутьеррес, один из которых был военным министром в правительстве Бальты. Но президент Хосе Бальта отказался от такого развития событий, что является редким случаем в истории Перу, особенно в то неспокойное время. В результате 22 июля 1872 года Томас Гутьеррес совершил переворот и объявил себя Главнокомандующим республики Перу. В тот же самый день президент Бальта был заключён под стражу. Но Гутьеррес не нашёл поддержки у флота и среди народа Перу. В результате волнений в столице погиб брат Томаса Гутьерреса Сильвестр. Другой брат Томаса, Марселино, после гибели Сильвестра приказал казнить Хосе Бальта 26 июля. После смерти Бальты последовали ещё большие волнения, сторонники бывшего президента ворвались в президентский дворец, линчевали Томаса Гутьерреса и повесили его тело на одну из башен собора Лимы. Таким образом, Перу в один день лишилось сразу двоих своих руководителей.